# Peter Hill-Wood
Peter Dennis Hill-Wood, född 25 februari 1936 i Kensington i London, död 28 december 2018 i London, var en brittisk affärsman som mellan 1982 och 2013 var ordförande i Arsenal FC.